# Eurosta lateralis
Eurosta lateralis är en tvåvingeart som först beskrevs av Christian Rudolph Wilhelm Wiedemann 1830.  Eurosta lateralis ingår i släktet Eurosta och familjen borrflugor. Inga underarter finns listade i Catalogue of Life.